# (36419) 2000 OF59
2000 OF59 (asteroide 36419) é um asteroide da cintura principal. Possui uma excentricidade de 0.11292650 e uma inclinação de 3.18472º.
Este asteroide foi descoberto no dia 29 de julho de 2000 por LONEOS em Anderson Mesa.